# Tawny Gray
Tawny Gray, también conocida como Toin Adams (Kitwe, 1965), es una escultora nacida en Zambia.

## Datos biográficos
Tawny Gray, nacida Toin Adams el año 1965 en Kitwe, Zambia, es una escultora que trabaja el acero, el metacrilato, la fibra de vidrio y otros medios. Pasó su infancia y la adolescencia en el este de Zimbabue ; desde 1980, en Sudáfrica, donde asistió a una escuela experimental, dedicada a las artes visuales y a las artes escénicas. En 1985 se traslada a Inglaterra, donde comenzó su carrera escultórica.
Su obra más grande hasta la fecha es la escultura de 12 metros de altura, titulada El Hombre Verde, encargada en 2002 por la Custard Factory en Digbeth , Birmingham . Seguida por otra de 10 metros de altura titulada The Deluge 2010 en Zellig., que presenta unos cuerpos cayendo, también realizada para la Custard Factory en Digbeth, Birmingham.
En 2007, volvió a cambiar su nombre a Toin Adams. En la actualidad reside en Faro, Portugal.

## Obras
Entre las mejores y más conocidas obras de Tawny Gray se incluyen las siguientes:
- El Hombre Verde (del inglés: Greenman), encargada en 2002 por la Custard Factory en Digbeth, Birmingham.
- The Deluge 2010
- Cabeza de León[5]
- El dragón Digbeth[6]
- Mujer a caballo carretera A465 en Gales del Sur[7]
- En 2009 participó en el proyecto Dança dos Ursos, desarrollado por el Ayuntamiento de Lagoa e inscrito en el programa Allgarve’09.[8] Diferentes artistas customizaban un oso, al modo del United Buddy Bears.[9]

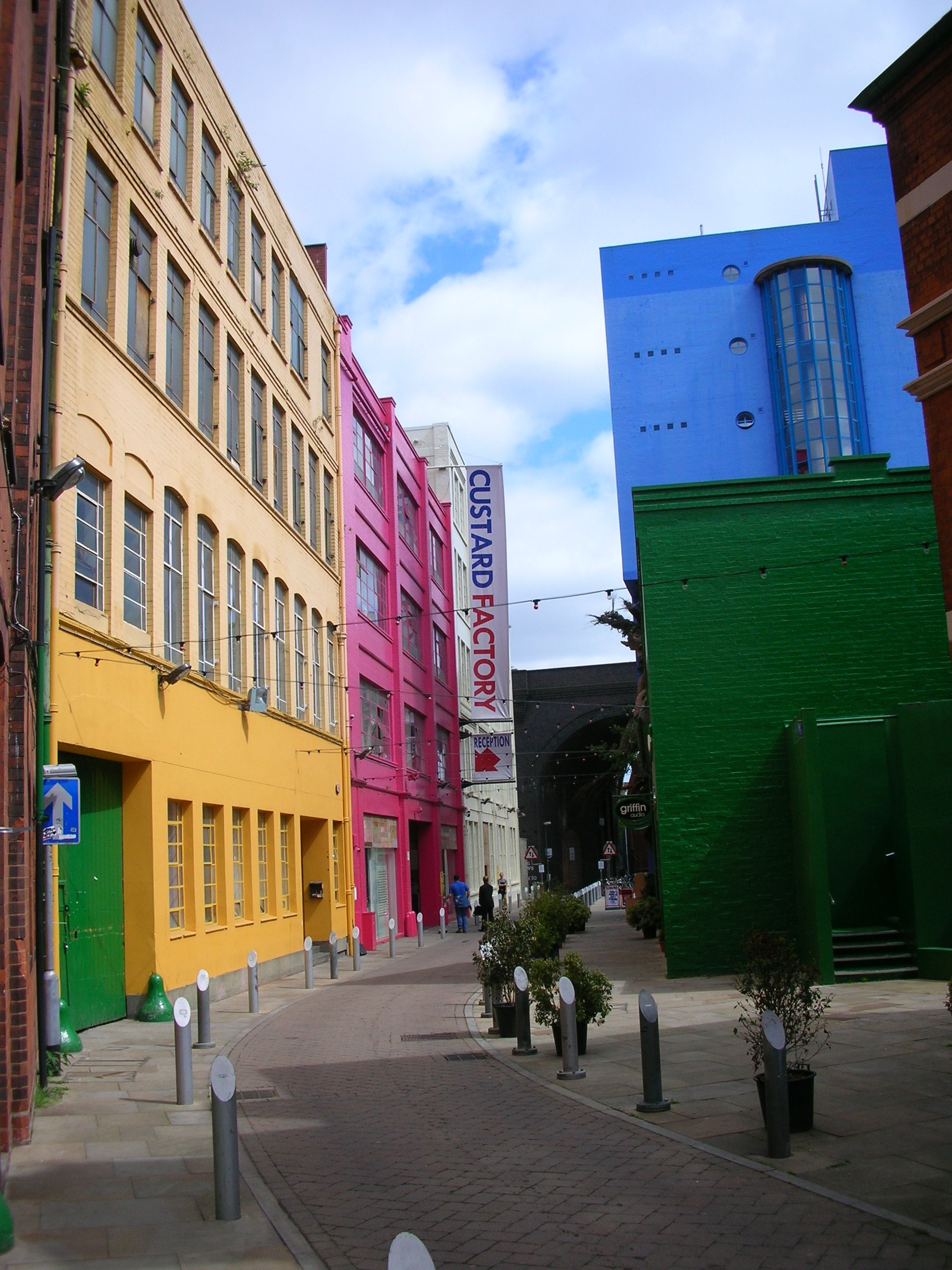
Fachada de la Custard Factory; la escultura del hombre verde, sobresale en la fachada del edificio verde como un árbol.
Fotografía de The Green Man en la Custard Factory, Birmingham, Inglaterra.